# Osservi l'aria
Osservi l'aria è il secondo album della cantautrice italiana Valeria Rossi.

## Descrizione
Il titolo dell'album è stato scelto anagrammando il nome e il cognome dell'artista. Tale anagramma è stato elaborato dall'enigmista Stefano Bartezzaghi, che ha curato inoltre la prefazione del libretto contenuto nel CD.
Tra i brani contenuti in Osservi l'aria sono stati tratti due singoli: Luna di lana e Ti dirò.
La canzone Cecilia presenta due particolarità: oltre ad essere il brano di durata minima dell'album, il suo testo è stato composto dall'attrice Cecilia Dazzi (dal cui nome ha tratto il titolo).

## Tracce
1. Il tempo utile – 3:30
2. Io sono contento – 3:56
3. Iosochesitivolevo – 4:10
4. Luna di lana – 3:57
5. Cecilia – 0:29
6. Alfonsina – 3:09
7. Piccole cose – 3:57
8. Ti dirò – 3:37
9. Kostante kappa – 3:55
10. Fiocco – 4:20
11. Ritratto – 4:23
12. Ballo di famiglia – 3:12
13. Così te ne vai – 4:16
14. Preambolo – 3:52